# Lac de Montsalvens

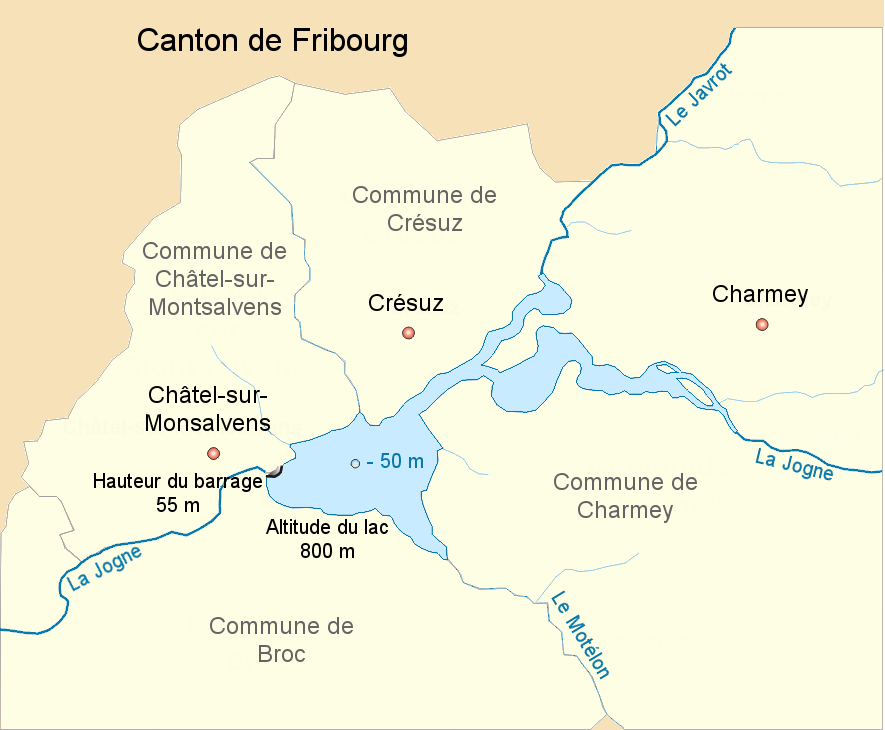
Położenie Lac de Montsalvens

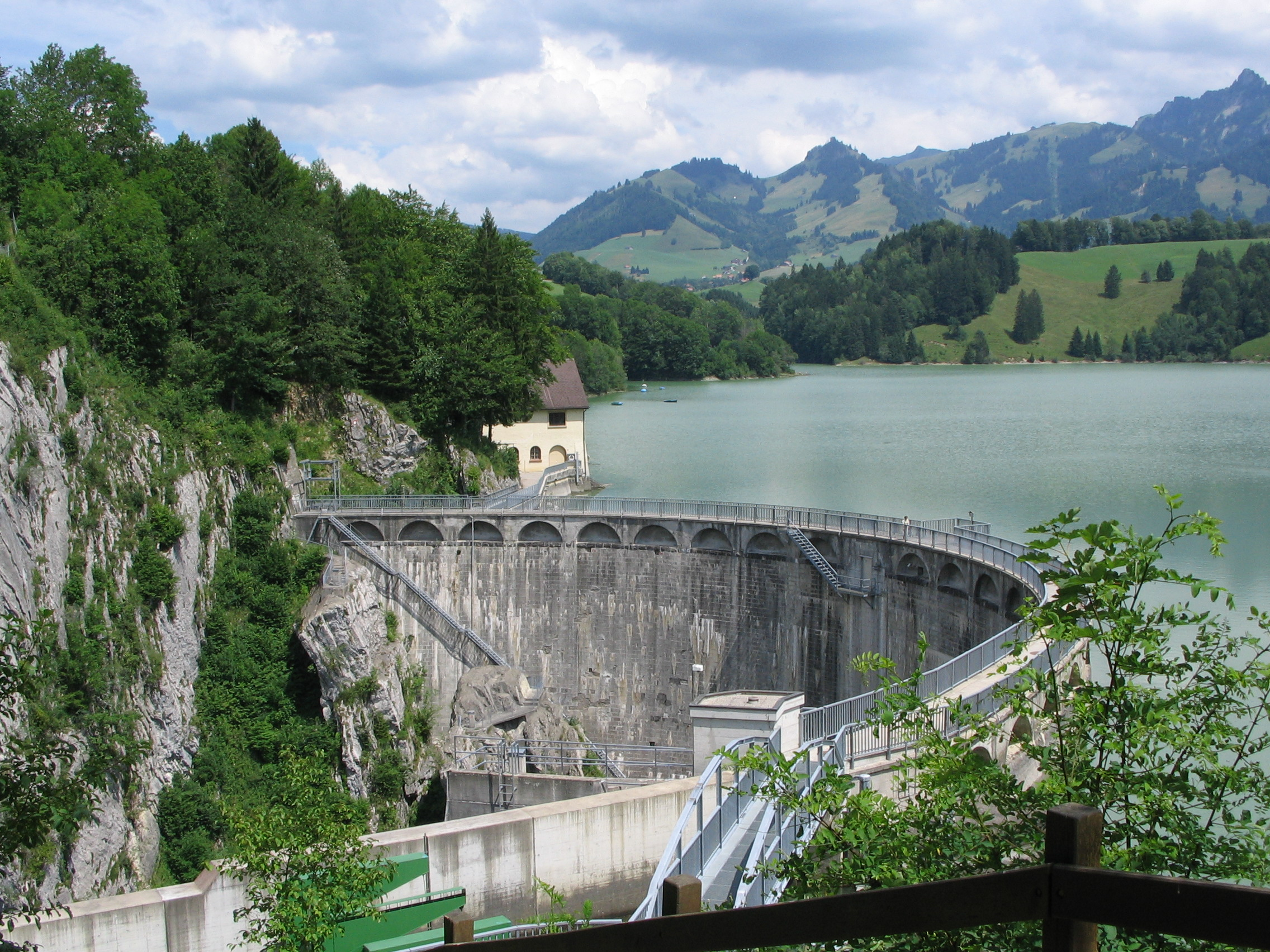
Zapora Montsalvens

Lac de Montsalvens – zbiornik zaporowy w Alpach Fryburskich w Szwajcarii. Zapora Montsalvens, oddana do użytku w 1921 r., była pierwszą w Europie betonową zaporą łukową o podwójnej krzywiźnie.
Jezioro powstało w 1921 r. po przegrodzeniu zaporą biegu rzeki Jogne poniżej Charmey, przy górnym skraju wąwozu Jogne (fr. Gorges de la Jogne). Powierzchnia jeziora wynosi 69,3 ha, długość 2,7 km, maksymalna objętość 12,6 miliona m³. Oprócz Jogne do jeziora uchodzą jeszcze dwa większe potoki: Motélon od południa i Javro (też: Javroz lub Javrot) od północy. Cała powierzchnia zlewiska jeziora wynosi 173 km².
Zbiornik wodny nie jest wykorzystywany do celów rekreacyjnych (z wyjątkiem sportowego połowu ryb). Brzegi jeziora są dość strome i w znacznej części zalesione. Aby uprzystępnić je dla turystyki, w latach 1998–2001 lokalne władze wspólnie z gestorem zapory wybudowały wokół jeziora specjalną ścieżkę turystyczną długości 4,8 km. Obok oryginalnych widoków na jezioro niewątpliwą atrakcją szlaku jest długa na 60 m drewniana kładka, umożliwiająca dostęp do największego półwyspu (fr. Presqu'Ile), wcinającego się w taflę jeziora. Kładka zastąpiła pochodzącą z lat 20. XX w. kładkę stalową, pełniącą funkcję konstrukcji nośnej rurociągu z wodą pitną, biegnącego do Bulle. Nowa trasa w połączeniu z przejściem wąwozu Jogne poniżej zapory jest obecnie najliczniej uczęszczanym szlakiem turystycznym w tej okolicy.